# Alpské lyžování na Zimních olympijských hrách 2014
Alpské lyžování na Zimních olympijských hrách 2014 představovalo jeden z patnácti soutěžních sportů. Jednotlivé závody probíhaly od 9. do 22. února 2014 v lyžařském středisku Roza Chutor nedaleko Krasnoj Poljany.
Nejvíce medailí si odvezla rakouská výprava, která z devíti olympijských kovů zaznamenala také nejvyšší počet vítězných závodů – tři zlaté. Slovinka Tina Mazeová vyhrála jako jediný účastník v soutěžích alpského lyžování dvě soutěže.

## Přehled
Program Zimních olympijských hrách 2014 v Soči zahrnoval celkem 10 závodů. Muži a ženy absolvovali sjezd, superkombinaci, slalom, obří slalom a super obří slalom (super-G). Výsledky z olympijských her se započítávaly do celkového hodnocení Světového poháru v alpském lyžování 2013/2014.

## Program

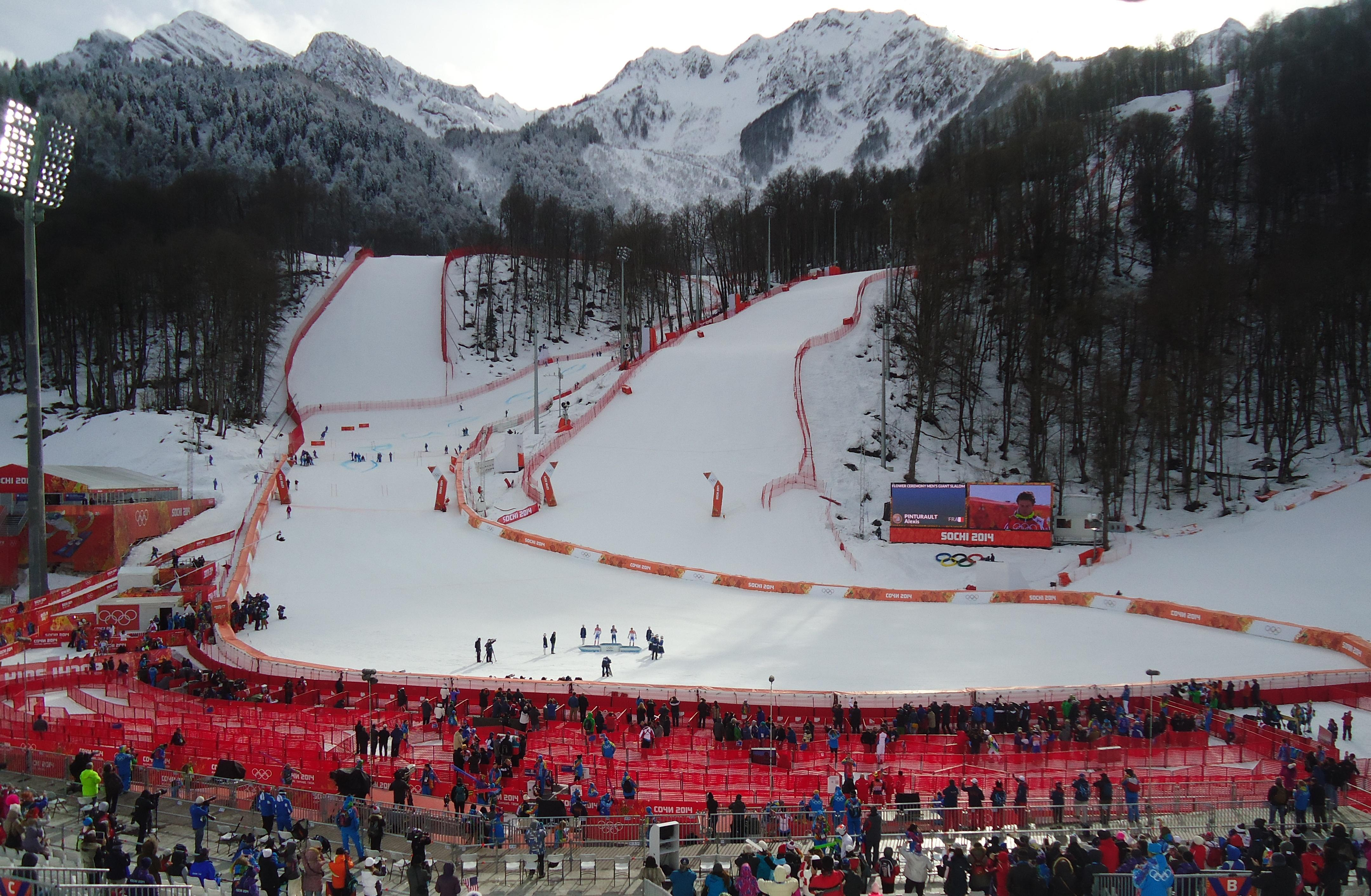
Prostor cíle olympijského střediska Roza Chutor

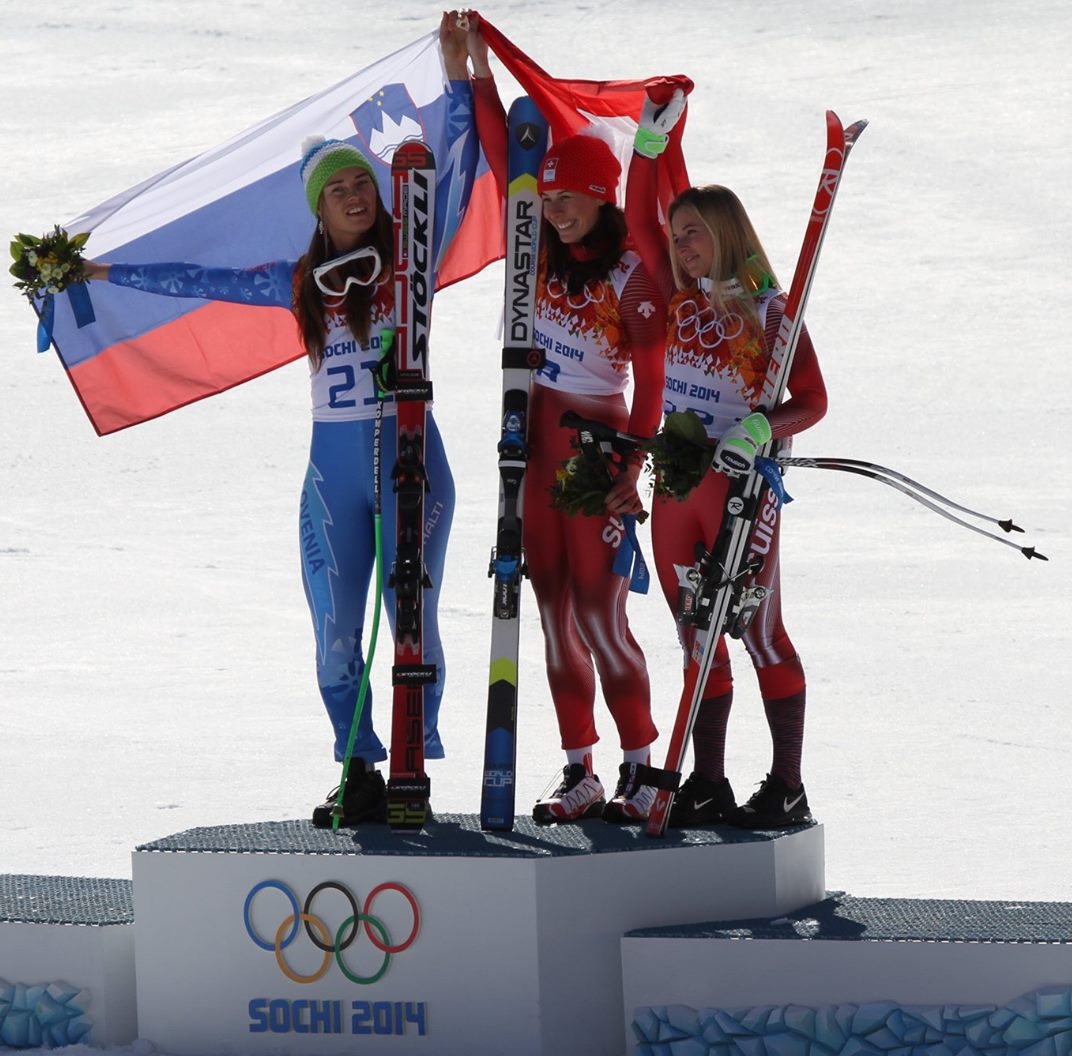
Tina Mazeová, Dominique Gisinová a Lara Gutová na stupních vítězů ve sjezdovém závodu

Program podle oficiálních stránek.
| Den    | Datum          | Zahájení (UTC+4) | Zahájení (SEČ) | Závod                 |
| ------ | -------------- | ---------------- | -------------- | --------------------- |
| den 3  | 9. února 2014  | 11:00            | 8:00           | sjezd muži            |
| den 4  | 10. února 2014 | 11:00            | 8:00           | super kombinace ženy  |
| den 4  | 10. února 2014 | 15:00            | 12:00          | super kombinace ženy  |
| den 6  | 12. února 2014 | 11:00            | 8:00           | sjezd ženy            |
| den 8  | 14. února 2014 | 10:00            | 7:00           | super kombinace muži  |
| den 8  | 14. února 2014 | 15:30            | 12:30          | super kombinace muži  |
| den 9  | 15. února 2014 | 11:00            | 8:00           | superobří slalom ženy |
| den 10 | 16. února 2014 | 10:00            | 7:00           | superobří slalom muži |
| den 12 | 18. února 2014 | 9:30             | 6:30           | obří slalom ženy      |
| den 12 | 18. února 2014 | 13:00            | 10:00          | obří slalom ženy      |
| den 13 | 19. února 2014 | 11:00            | 8:00           | obří slalom muži      |
| den 13 | 19. února 2014 | 14:30            | 11:30          | obří slalom muži      |
| den 15 | 21. února 2014 | 16:45            | 13:45          | slalom ženy           |
| den 15 | 21. února 2014 | 20:15            | 17:15          | slalom ženy           |
| den 16 | 22. února 2014 | 16:45            | 13:45          | slalom muži           |
| den 16 | 22. února 2014 | 20:15            | 17:15          | slalom muži           |

## Medailové pořadí zemí
| Pořadí | Země                         | Zlato | Stříbro | Bronz | Celkově |
| ------ | ---------------------------- | ----- | ------- | ----- | ------- |
| 1.     | Rakousko (AUT)               | 3     | 4       | 2     | 9       |
| 2.     | Spojené státy americké (USA) | 2     | 1       | 2     | 5       |
| 3.     | Švýcarsko (SUI)              | 2     | 0       | 1     | 3       |
| 4.     | Slovinsko (SLO)              | 2     | 0       | 0     | 2       |
| 5.     | Německo (GER)                | 1     | 1       | 1     | 3       |
| 6.     | Norsko (NOR)                 | 1     | 0       | 2     | 3       |
| 7.     | Francie (FRA)                | 0     | 1       | 1     | 2       |
| 7.     | Itálie (ITA)                 | 0     | 1       | 1     | 2       |
| 9.     | Chorvatsko (CRO)             | 0     | 1       | 0     | 1       |
| 10.    | Kanada (CAN)                 | 0     | 0       | 1     | 1       |
|        | Celkem                       | 11    | 9       | 11    | 31      |

## Medailisté

### Muži
| Disciplína       | Zlato                                     | Výkon   | Stříbro                                         | Výkon   | Bronz                                                               | Výkon   |
| ---------------- | ----------------------------------------- | ------- | ----------------------------------------------- | ------- | ------------------------------------------------------------------- | ------- |
| superkombinace   | Sandro Viletta · Švýcarsko (SUI)          | 2:45,20 | Ivica Kostelić · Chorvatsko (CRO)               | 2:45,54 | Christof Innerhofer · Itálie (ITA)                                  | 2:45,67 |
| sjezd            | Matthias Mayer · Rakousko (AUT)           | 2:06,23 | Christof Innerhofer · Itálie (ITA)              | 2:06,29 | Kjetil Jansrud · Norsko (NOR)                                       | 2:06,33 |
| slalom           | Mario Matt · Rakousko (AUT)               | 1:41,84 | Marcel Hirscher · Rakousko (AUT)                | 1:42,12 | Henrik Kristoffersen · Norsko (NOR)                                 | 1:42,67 |
| obří slalom      | Ted Ligety · Spojené státy americké (USA) | 2:45,29 | Steve Missillier · Francie (FRA)                | 2:45,77 | Alexis Pinturault · Francie (FRA)                                   | 2:45,93 |
| superobří slalom | Kjetil Jansrud · Norsko (NOR)             | 1:18,14 | Andrew Weibrecht · Spojené státy americké (USA) | 1:18,44 | Jan Hudec · Kanada (CAN) Bode Miller · Spojené státy americké (USA) | 1:18,67 |

### Ženy
| Disciplína       | Zlato                                                               | Výkon   | Stříbro                                 | Výkon   | Bronz                                          | Výkon   |
| ---------------- | ------------------------------------------------------------------- | ------- | --------------------------------------- | ------- | ---------------------------------------------- | ------- |
| superkombinace   | Maria Höflová-Rieschová · Německo (GER)                             | 2:34,62 | Nicole Hospová · Rakousko (AUT)         | 2:35,02 | Julia Mancusová · Spojené státy americké (USA) | 2:35,15 |
| sjezd            | Tina Mazeová · Slovinsko (SLO) Dominique Gisinová · Švýcarsko (SUI) | 1:41,57 | medaile neudělena                       |         | Lara Gutová · Švýcarsko (SUI)                  | 1:41,67 |
| slalom           | Mikaela Shiffrinová · Spojené státy americké (USA)                  | 1:44,54 | Marlies Schildová · Rakousko (AUT)      | 1:45,07 | Kathrin Zettelová · Rakousko (AUT)             | 1:45,35 |
| obří slalom      | Tina Mazeová · Slovinsko (SLO)                                      | 2:36,87 | Anna Fenningerová · Rakousko (AUT)      | 2:36,94 | Viktoria Rebensburgová · Německo (GER)         | 2:37,14 |
| superobří slalom | Anna Fenningerová · Rakousko (AUT)                                  | 1:25,52 | Maria Höflová-Rieschová · Německo (GER) | 1:26,07 | Nicole Hospová · Rakousko (AUT)                | 1:26,18 |

## Kvalifikace
Na Zimních olympijských hrách 2014 byla stanovena kvóta 320 startujících závodníků. Každý národní olympijský výbor mohl reprezentovat maximálně 22 závodníků, a to nejvíce 14 mužů nebo 14 žen. Pro účast na olympijských hrách mohli závodníci splnit limit A nebo B.

## Účastnické země
Zimních olympijských her se zúčastnilo 332 alpských lyžařů ze 74 zemí, respektive národních olympijských výborů. Čtyři státy se zimních her účastnily poprvé: Malta, Východní Timor, Togo a Zimbabwe. Venezuela a Thajsko pak zažily olympijský debut v soutěžích alpského lyžování. Indičtí reprezentanti, včetně sjezdaře Himanšu Thákura, původně startovali pod nezávislou olympijskou vlajkou, než došlo poprvé v samotném průběhu her ke zrušení suspendace indického olympijského výboru a vztyčení indické zástavy.

## Přehled národních výprav

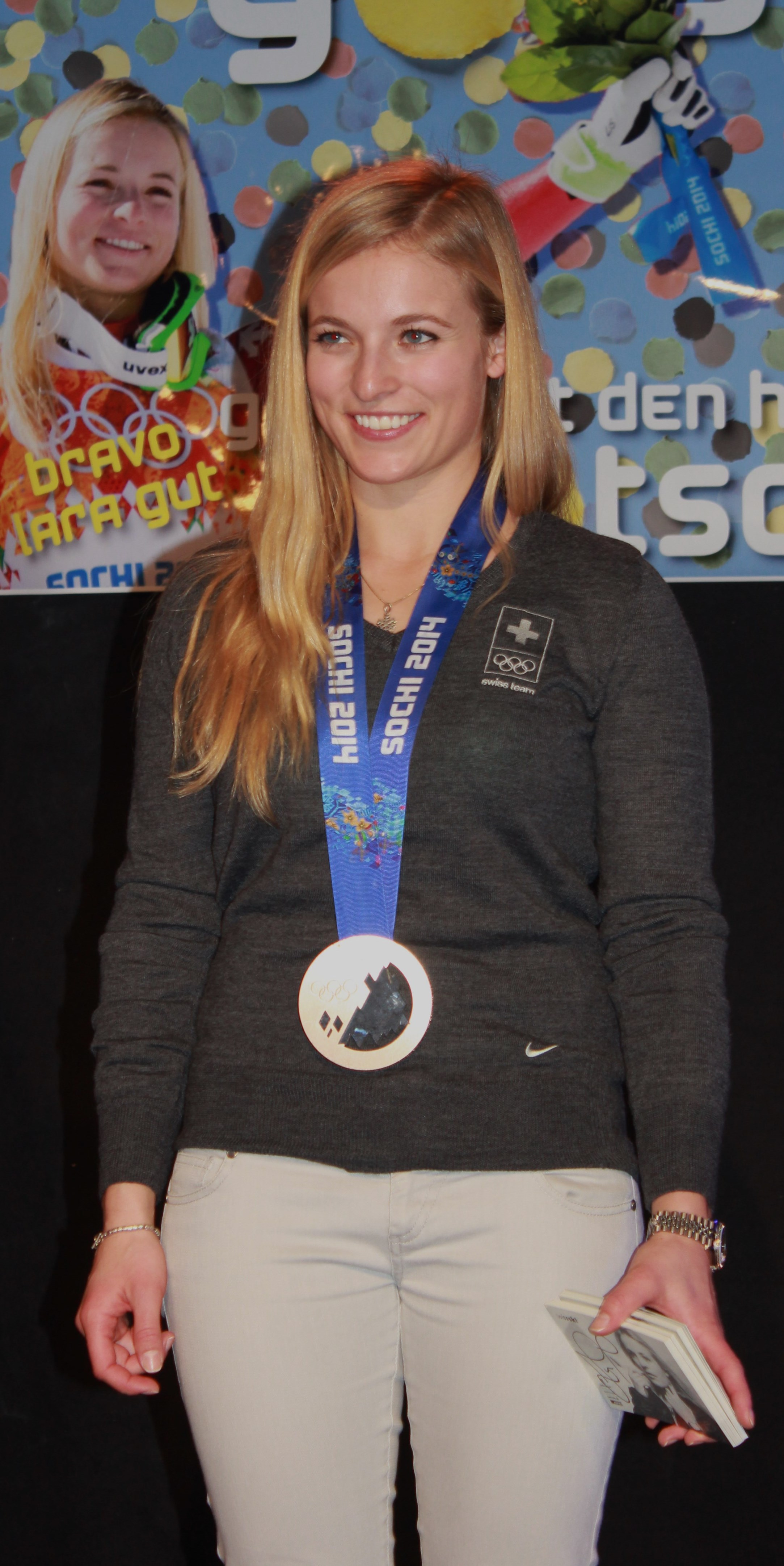
Lara Gutová s bronzem ze sjezdového závodu

- Albánie (2)
- Andorra (4)
- Argentina (6)
- Arménie (1)
- Austrálie (5)
- Rakousko (22)
- Ázerbájdžán (2)
- Bělorusko (2)
- Bosna a Hercegovina (3)
- Brazílie (2)
- Bulharsko (4)
- Kanada (15)
- Kajmanské ostrovy (1)
- Chile (3)
- Čína (2)
- Chorvatsko (8)
- Kypr (2)
- Česko (8)
- Dánsko (1)
- Estonsko (2)
- Finsko (8)
- Francie (19)
- Německo (7)
- Gruzie (3)
- Velká Británie (2)
- Řecko (3)
- Maďarsko (3)
- Island (4)
- Indie (1)
- Írán (3)
- Irsko (2)
- Izrael (2)
- Itálie (19)
- Japonsko (2)
- Kazachstán (4)
- Kyrgyzstán (1)
- Lotyšsko (5)
- Libanon (2)
- Lichtenštejnsko (3)
- Litva (2)
- Makedonie (1)
- Malta (1)
- Mexiko (1)
- Moldavsko (1)
- Monako (3)
- Černá Hora (2)
- Maroko (2)
- Nový Zéland (1)
- Norsko (10)
- Pákistán (1)
- Peru (2)
- Polsko (6)
- Portugalsko (2)
- Rumunsko (3)
- Rusko (9)
- San Marino (2)
- Srbsko (2)
- Slovensko (9)
- Slovinsko (9)
- Jižní Korea (5)
- Španělsko (5)
- Švédsko (12)
- Švýcarsko (21)
- Tádžikistán (1)
- Thajsko (2)
- Východní Timor (1)
- Togo (1)
- Turecko (2)
- Ukrajina (2)
- Spojené státy americké (20)
- Uzbekistán (2)
- Venezuela (1)
- Americké Panenské ostrovy (1)
- Zimbabwe (1)